# 世界制服 セカイセイフク
『世界制服 セカイセイフク』（せかいせいふく セカイセイフク）は、NHK Eテレで2017年と2018年に放送されていた教養番組である。

## 概要
本番組はMCを務める西野七瀬（当時乃木坂46）が“ワン様”と呼ばれ、大きな犬の耳の付いたメルヘンチックな衣装に身を包んでいる。制服は着る人がいかに生き、何を大切にする組織に属しているのかを体現する「美と知が込められた文化財」として、制服の背景にこめられた知られざる歴史、意外なストーリーを紹介する。

## MC
ワン様
- 西野七瀬（当時乃木坂46）

カポレオン
- 神田松之丞

## 放送内容

### 第1シリーズ（2017年）
「空の制服」 9月4日放送
- 客室乗務員（CA）の制服を紹介。ファッションの聖地・フランスの航空会社や、あざやかな民族衣装が特徴的なシンガポールの航空会社に潜入する。
- 出演：佐野えりか、辻本奈々、天田みのり、大田優美子、中村あかり

「学校の制服」 9月11日放送
- 誰もが一度は着たことがある学校の制服を紹介。生徒を特別扱いするオーストラリアの制服や、宗教によって進化したアジアの制服、さらにフランスの超エリート校の制服も登場する。
- 出演：マーシュ彩、佐野えりか、辻本奈々、天田みのり、中村あかり

### 第2シリーズ（2018年）
「ホテルを制服」 8月20日放送
- パリの「オテル・ド・クリヨン」やロンドンの「ザ・リッツ」、シンガポールの「ラッフルズホテル」など世界の一流ホテルの制服に詰まった機能や知られざる歴史を紹介。
- 出演：森正顕、藤井倭

「鉄道を制服」 8月27日放送
- 鉄道発祥の地イギリスの「保存鉄道」で働くボランティアの人々の制服から、故郷の鉄道の歴史とそれを守り継ぐ誇り高い思いを紹介。また日本初の女性運転士に密着し、制服に隠されたエピソードなども紹介。